# Мулини-Астро (Бреша)
Мулини-Астро је насеље у Италији у округу Бреша, региону Ломбардија.
Према процени из 2011. у насељу је живело 32 становника. Насеље се налази на надморској висини од 774 м.